# John Finnegan
John P. “J.P.” Finnegan (* 18. August 1926 in New York City, New York, Vereinigte Staaten; † 29. Juli 2012 Palm Desert, Kalifornien, Vereinigte Staaten) war ein US-amerikanischer Schauspieler.

## Leben
Finnegan war eines von elf Kindern irischer Einwanderer und diente im Zweiten Weltkrieg in der United States Navy. Er freundete sich mit John Cassavetes und Peter Falk im Actors Studio in seiner Heimatstadt New York an. Sie halfen Finnegan in den frühen 1950er Jahren, als er nach Los Angeles zog.
Mit dreizehn Filmen spielte er nach Falk und Mike Lally in den meisten Columbo-Folgen. Sein Schaffen für Film und Fernsehen umfasst mehr als 80 Produktionen. Zuletzt trat er 2003 in Erscheinung.
1992 heiratete er seine zweite Frau Virginia Carolynn Jacobos.

## Filmographie
- 1972: Play It as It Lays
- 1972: Banacek
- 1973: Savage
- 1973: Toma
- 1974: Neu im Einsatz
- 1974: Hochhaus in Flammen
- 1974: Eine Frau unter Einfluß (A Woman Under the Influence)
- 1975: Capone
- 1976: Die Ermordung eines chinesischen Buchmachers (The Killing of a Chinese Bookie)
- 1975: Die Zwei mit dem Dreh
- 1976: Nickelodeon
- 1976: Reich & arm
- 1976: Der Pflichtverteidiger
- 1976: Die Entführung des Lindbergh-Babys
- 1976: One Day at a Time
- 1976: McMillan & Wife
- 1976: Reich & arm II
- 1972–2003: Columbo:
  - 1972: Denkmal für die Ewigkeit
  - 1973: Schach dem Mörder
  - 1973: Ein Hauch von Mord
  - 1974: Meine Tote – Deine Tote
  - 1976: Der alte Mann und der Tod
  - 1976: Mord im Bistro
  - 1990: Schleichendes Gift
  - 1990: Wer zuletzt lacht …
  - 1991: Tödliche Liebe
  - 1993: Der Tote in der Heizdecke
  - 1995: Seltsame Bettgenossen
  - 1997: Keine Spur ist sicher
  - 2003: Die letzte Party
- 1977: Heroes
- 1977: Opening Night
- 1972–1977: Ein Sheriff in New York
- 1978: Bloodbrothers
- 1978: The Amazing Spider-Man
- 1978: Es bleibt in der Familie
- 1979: The In-Laws
- 1980: Little Miss Marker
- 1980: Kampfstern Galactica 1980
- 1980: Gloria
- 1982: Probe für einen Mord
- 1984: Love Streams
- 1984: The Natural
- 1984: Der Unbeugsame
- 1985: Die Abenteuer der Natty Gann (The Journey of Natty Gann)
- 1985: School Spirit
- 1985: Polizeirevier Hill Street
- 1986: Big Trouble
- 1986: Feivel, der Mauswanderer (An American Tail)
- 1986: The Law & Harry McGraw
- 1986: 227
- 1986: Sterben... und leben lassen
- 1988: Spellbinder
- 1989: Big Man on Campus
- 1990: Blue Heat – Einsame Zeit für Helden (The Last of the Finest)
- 1990: Komm und sieh das Paradies (Come See the Paradise)
- 1991: Birch Street Gym
- 1991: JFK – Tatort Dallas (JFK)
- 1992: Mord ist ihr Hobby
- 1993: Last Action Hero
- 1996: Mars Attacks!
- 1997: Die schrillen Vier in Las Vegas (Vegas Vacation)
- 2000: The Independent